# Provincia de Helmand
Helmand (en pastún: هلمند‎) es una de las 34 provincias de Afganistán, ubicada al suroeste del país. El río Helmand fluye a través de la región desértica, provocando irrigación. Su superficie es de 58.583 km², tiene una población de 954.434 habitantes (censo de 2007). Su capital es Laškar Gāh y algunas ciudades principales son Baġrān, Darwīšan, Deh Šū, Gerešk y Sangīn. Su actual gobernador es Asadullah Wafa, desde diciembre del 2006.
En varias agencias de noticias relatan lo publicado en junio del 2007 según lo cual  el valle de Helmand es el responsable de la producción del 42% del opio del mundo. Esto es más que el total de Birmania, que es el segundo productor más grande, después de Afganistán.[cita requerida]

## Organización territorial
La provincia de Helmand está subdividida en 14 distritos, los cuales son:
|                                                                         |                                                                               |
| - Baghran - Dishu - Garmser - Gerešk - Kajaki - Lashkar Gah - Musa Qala | - Nad Ali - Nahri Sarraj - Naw Zad - Nawa-i-Barakzayi - Reg - Sangīn - Washer |

## Programa de ayuda de los Estados Unidos
Helmand fue el centro del programa de desarrollo de los Estados Unidos de los años 60 -fue apodado como la "pequeña América". El programa planeaba la instalación de calles lineales en Laškar Gāh, construir una red de canales de irrigación y la construcción de un gran embalse hidroeléctrico. El programa fue abandonado cuando los comunistas tomaron el poder en 1978. 
Recientemente el programa USAID de los Estados Unidos ha contribuido a la lucha del narcotráfico iniciando la llamada Proyecto Entrada Alternativa (AIP en inglés) en la provincia. Vale la pena que las comunidades trabajen para mejorar su medio ambiente y su infraestructura económica con una alternativa al cultivo de Papaver somniferum. El proyecto prometió la rehabilitación del drenaje y el canal. Entre el 2005 y el 2006 ha habido problemas en cuanto a la obtención de finanzas por parte de las comunidades y una tensión que se originó entre agricultores y fuerzas de la Coalición.

## Actual situación militar
Fue anunciado el 27 de enero del 2006 en el Parlamento Británico en la OTAN, que la Fuerza de Asistencia de Seguridad Internacional se habían repatriado las tropas norteamericanas en la provincia como parte de la Operación Libertad Duradera. La 16a Brigada de Asalto Aérea Británica se dirigió hacía el corazón de las fuerzas en Helmand. Las bases Británicas se localizan en las ciudades de Sangīn, Laškar Gāh y Gerešk. 
En el verano del 2006, Helmand fue uno de los distritos involucrados en la Operación Fuerza de Montaña, una combinada misión OTAN-Afgana que tiene como objetivo derrotar a los talibanes en el sur del país. En julio del 2006, esta misión ofensiva esencialmente instalada en Helmand como OTAN, las tropas Afganas y Británicas fueron forzadas a tomar cada vez más posiciones defensivas bajo la fuerte presión de la insurgencia. En respuesta, las tropas británicas niveladas fueron aumentadas, y los nuevos campamentos fueron establecidos en Sangīn y Gerešk. Demostrando su valentía en las ciudades de Sangīn, Naway, Nawsad y Garmser. Es aquí en donde los talibanes ven con sus ojos que la provincia de Helmand ha sido testigo de la habilidad en territorio afgano de las tropas afganas y la OTAN. Algunos comandantes de campo han descrito la situación como el más brutal de los conflictos en que las fuerzas británicas se han envuelto desde la guerra de Corea.
A comienzos del 2006, las tropas Británicas han iniciado el llamado "cese de hostilidades" en acuerdo con las fuerzas locales Talibanas alrededor del distrito en donde se han estado a principios de verano. Bajo los términos acordados, ambas fuerzas se retiraron en la zona de conflicto. Este acuerdo de las fuerzas británicas implica en la estrategia de tomar las bases del distrito, en requerimiento de Hamid Karzai, es esencialmente indefensible con el actual nivel del despliegue de tropas británicas. Este acuerdo es también un revés para las tropas talibanas, quienes desean consolidar su triunfo en la provincia, pero están bajo presión por varias ofensivas de la OTAN.
Nuevos reportes indican que los insurgentes están envueltos en una lucha con guerreros talibán y grupos tribales, primeramente en Ishakzai y Alikozai, quienes se envolvieron en el comercio lucrativo del opio en la región.
El 1 de diciembre de 2008 7 personas murieron en Helmand a causa de un atentado suicida en el mercado principal del distrito de Musa Kala, el Movimiento talibán reivindicó su autoría del atentado.

## Frontera con Pakistán
Helmand tiene frontera al sur con la provincia de Baluchistán en Pakistán. Observadores nacionales e internacionales han criticado los esfuerzos pakistaníes hacia la seguridad de la frontera en contra de la insurgencia talibán, quienes se sabe operan en Baluchistán como un área de entrenamiento e instrucción. Algunos informes citan la alianza política del gobierno militar de Pakistán con Baluchistán en parte por el partido Jamiat-e-Ulema Islam, pro-talibán, como la razón de que Pakistán desgane a medida el gran comité de seguridad.

## Políticos
- Asadullah Wafa
- Dad Mohammad Khan
- Sher Mohammed Akhundzada
- Ingeniero Mohammad Daoud